# Andreas Koefoed
Andreas Koefoed, né en 1979 à Copenhague, est un documentariste danois.

## Filmographie
- Albert - a big brother to be (2005)
- Beg, Borrow and Steel (da) (2006)
- 12 toner ned (da) (2008)
- A day in the smoke (da) (2008)
- Albert's winter (da) (2009)
- Weightless - a recording session with Jakob Bro (da) (2009)
- Pig country (da) (2010)
- William Blakes - To The End Of The World (2011)
- Ballroom dancer (da) (2011)
- The Ghost Of Piramida (da) (2012)
- AB (work-in-progress) (da) (2013)
- Vol secret (da) (2014)
- At Home In The World (2015)
- The Lost Leonardo (2022)